# 大眼齧埃脂鯉
大眼齧埃脂鯉為輻鰭魚綱脂鯉目脂鯉亞目鮭脂鯉科的其中一種，為熱帶淡水魚，分布於非洲喀麥隆、剛果河流域，體長可達12公分，棲息在底中層水域，生活習性不明，可做為食用魚。

## 扩展阅读
維基物種上的相關：大眼齧埃脂鯉